# Affori Centro
Affori Centro is een metrostation in de Italiaanse stad Milaan dat werd geopend op 26 maart 2011 en wordt bediend door lijn 3 van de metro van Milaan.

## Ligging en inrichting
Hoewel het station Affori centrum heet ligt het in werkelijkheid in het zuiden van Affori onder het  Piazza Santa Giustina op de hoek van de via Pellegrino Rossi en de  via Alberto Cavalletto. De enige toegang ligt op het plein aan de kant van de via Pellegrino Rossi en is met (rol)trappen en een lift verbonden met de verdeelhal op niveau -1. Deze ligt haaks op de metrotunnel, deels onder het plein en deels onder de via Pellegrino Rossi. De verdeelhal is met (rol)trappen en liften verbonden met de zijperrons in de dubbelsprotige metrotunnel.Het geheel is afgwerkt in de stijl van lijn 3 met het typerende gele rooster als plafond en wanden die zijn afgwerkt met zwart-grijze blokken. De lijn tussen Maciachini en Affori FN zou in 2008 worden geopend en twee jaar later worden verlengd tot Comasina. Uiteindelijk werd dit uitgesteld tot 26 maart 2011 toen ook Comasina klaar voor gebruik was. 